# Wilhelm von Reichenau
Wilhelm von Reichenau (né en 1426 à Burggriesbach, mort le 18 novembre 1496 à Obermässing) est prince-évêque d'Eichstätt de 1464 à sa mort.

## Biographie
La famille chevaleresque franconienne des Reichenau, qui s'éteindra en 1508, possède le château détruit de Reichenau près de Herrieden, mais est à Burggriesbach depuis 1375 au plus tard, la majorité du village appartenant au château de Jettenhofen (de). Le père de Wilhelm, ses deux frères Ulrich (mort en 1464) et Leonhard (mort en 1470) et sa sœur Ursula, abbesse de Sainte-Walburge (de) à Eichstätt de 1475 à 1486, sont soit Erkinger von Reichenau, soit Leonhard von Reichenau, qui est mentionné en 1408 comme le gardien de Kipfenberg.
Wilhelm étudie le droit aux universités d'Erfurt (1445) et de Vienne (1449) et à l'université de Padoue (1456-1458) ; il obtient à Padoue son doctorat «decretorum». Ses professeurs l'initient à l'humanisme.
À Eichstätt, Wilhelm von Reichenau rejoint un groupe de personnalités humanistes qui traitent des questions de réforme spirituelle et laïque et sont intégrés dans un réseau intellectuel supra-régional.
Wilhelm possède la prébende de domherr (de) d'Eichstätt à partir de 1452. Après ses études, l'évêque d'Eichstätt Johann von Eych fait du chanoine son vicaire général en 1459 ; en même temps, il devient prévôt de la cathédrale.
Le 16 janvier 1464, le chapitre de la cathédrale d'Eichstätt l'élit à l'unanimité 51e évêque d'Eichstätt. Après avoir obtenu la confirmation papale de Pie II et l'infliction impériale, il est ordonné prêtre le 23 mai 1464 et évêque le 27 mai 1464 dans la cathédrale d'Eichstätt.
Le nouvel évêque poursuit la politique de réforme de son prédécesseur en matière de clergé et de monastères, quoiqu'un peu plus modérée. En 1480, il fait faire à son vicaire général Johannes Vogt le bilan des conditions de vie et de travail de son clergé dans le cadre d'un voyage de visite et établit un protocole. Deux nouvelles fondations de monastères d'augustines, Marienstein (de) et Marienburg (de), sont censées servir son œuvre de réforme religieuse. Le premier est créé en 1469, le second en 1488 par le biais des abbayes de Marienstein et Königshofen (de). L'évêque confirme en 1478 l'ordre augustin à Königshofen.
En tant que constructeur, Wilhelm von Reichenau donne une coûte au chœur Willibald à l'ouest de la cathédrale d'Eichstätt en 1464 et en 1471 il prolonge le chœur avec la travée et un décor de bois mort ; il est aussi (toujours comme prévôt) le client de la voûte de la sacristie capitulaire et de la morgue. Sur le côté sud de la cathédrale, il redessine la cour, l'ancienne résidence épiscopale de la ville, en un bâtiment administratif et une maison d'hôtes du prince-évêque à des frais considérables. L'église paroissiale d'Eichstätt "Collegiata zu U. L. Frau" est construite à partir de 1472, achevée en 1515 et démolie en 1818. Au sein du diocèse, il encourage la construction de nombreuses églises et bâtiments laïques. L'église de Wasserzell (de) et l'église de Grösdorf près de Kipfenberg sont construites jusqu'en 1483. Il obtient une chapelle Saint-Wolfgang pour le complexe du château de Nassenfels (de). Il est sans doute aussi à l'origine de l'église d'Ochsenfeld. Il fait don d'un autel pour l'église de Burggriesbach.
En 1470, il commande un missel peint sur parchemin avec des peintures miniatures de la taille d'une feuille. En 1486, il publia un Edictum de célébratione missae, un édit sur la façon dont le clergé doit célébrer la messe. En l'honneur de la Vierge Marie et en mémoire de ses proches, les chanoines Udalricus (Ulrich) et Heinricus (Heinrich) de Reichenu, le mémorial de Reichenau est installé dans la morgue en 1491 sur son ordre, un plus grand complexe sur le socle où sont représentés l'évêque lui-même et les deux chanoines.
En tant que grand admirateur de Marie, il présente la fête de la présentation de Marie au Temple comme une composante supplémentaire de ses réformes dans son diocèse et ajoute une statue en argent de la Vierge Marie au trésor de la cathédrale. Dans le pontifical de Gundekar II, il est représenté comme un évêque en prière devant un autel pour Marie, une miniature exécutée dans des couleurs vives au nom de son successeur, exécutée dans la Souabe. En 1492, il laisse au chanoine Bernhard Adelmann les reliques du fondateur du diocèse d'Eichstatt, Willibald, pour les donner au roi d'Angleterre Henri VII.
Wilhelm utilise l'invention de l'imprimerie pour ses réformes ; ainsi, en 1479, il donne la citoyenneté d'imprimeur dans son siège royal d'Eichstätt. Georg Reyser fait imprimer et distribuer à des prix raisonnables un bréviaire, un rituel, des statuts synodaux et trois éditions du Missale Eystettense. En 1494, l'imprimerie, qui était l'une des premières imprimeries franconiennes, ferme ses portes. Son conseiller et secrétaire, ancien camarade de Padoue, le grand juriste et humaniste Johannes Pirckheimer (de) (à Eichstätt depuis 1466), père de Willibald Pirckheimer, né à Eichstätt en 1470, que le prince-évêque a pris en charge personnellement pendant sa formation chevaleresque et l'apprentissage des coutumes courtoises à sa cour.
Le projet du duc Louis IX de Bavière-Landshut, qui fonde une université d'État à Ingolstadt, trouve sa faveur. À l'appui de cela, en 1471, il approuve le rétablissement du monastère des minorités réformées d'Ingolstadt par contrat. En 1472, il devient le premier chancelier de l'université d'Ingolstadt et participe à la cérémonie d'ouverture.
Wilhelm von Reichenau agrandit le territoire de l'évêché, essentiellement à la fin de l'épiscopat, en acquérant Arnsberg (de) (1473-1475), Unterstall, le château d'Hofstetten (de) (1466), Raitenbuch, Mettendorf (1470), Stossenburg/Rundeck (1481) et le château de Pfünz (de) (1475). Il acquiert des juridictions et des biens à Obermässing (1465 des mains de l'Ordre Teutonique) et à Euerwang. Il obtient également des droits de chasse et, vers 1490-1492, fait construire le moulin de la cour sous le château Saint-Willibald (de) avec le drainage du canal de l'Altmühl et du Tafernen. Des réparations ou des renforts ou de nouvelles installations sont effectués sur les fortifications de l'évêché : Ornbau, Herrieden, Greding (portes doubles clochers), Sandsee (de) (1467), Beilngries, Dollnstein (enceinte et clochers, 1490-1491), Nassenfels et Mörnsheim (1494) et pour le château Saint-Willibald (de), où une haute tour ronde, plus tard "Dirlitzturm", est érigée en dessous. Avec les règlements de l'artisanat, il renforce l'artisanat et assure l'installation de nouveaux métiers, la broderie d'or, pour laquelle il fait venir le batteur d'or Louis de Venise en 1482, et le tissage de la soie. À son instigation, une pépinière est installée au château d'Arberg afin d'améliorer la population d'arbres dans l'évêché. Il donne à Pleinfeld le marché en 1483 et en 1485 la charte de la ville.
Wilhelm continue avec succès la tradition des princes-évêques d'Eichstatt de servir les Habsbourg. En 1487, il marie Cunégonde d'Autriche et Albert IV de Bavière dans la chapelle du palais d'Innsbruck. L'empereur Frédéric III et le roi Maximilien font usage de ses talents de négociateur. Wilhelm von Reichenau est souvent en mission diplomatique, par exemple en Hongrie et en France, le traité de Senlis en 1493, où la Bourgogne est divisée entre Maximilien et le roi de France. Deux ans plus tard, il participa à Worms à la réforme de la Diète. En 1495, il agit comme intermédiaire pour la dette du roi et de son fils, l'archiduc Philippe, envers le duc Albert III de Saxe. Maximilien, pour sa part, confirme à la principauté épiscopale d'Eichstätt toutes les libertés royales et impériales antérieures ainsi que tous les droits et privilèges.
Wilhelm von Reichenau meurt vers l'âge de 70 ans, dans la 32e année de sacerdoce au pavillon de chasse d'Obermässing sur le Hofberg, où il séjourne avec son maître de cour Heinrich von Schaumberg et son chancelier Wilbolt Fischl. Après l'élection de son successeur (5 décembre 1496), il est inhumé le 19 décembre dans la cathédrale d'Eichstätt, où une épitaphe de marbre rouge dans le chœur Willibald le commémore, l'une des œuvres les plus mûres du maître d'Augsbourg Hans Peuerlin (de). Willibald Pirckheimer écrit l'épitaphe ; sa propre chapelle (funéraire) dans le chœur, qu'il voulait dans son dernier testament, n'est pas construite. Selon la tradition, les vêtements de cour de Wilhelm sont distribués à des fonctionnaires de la cour par son successeur.